# Shauna Mullin

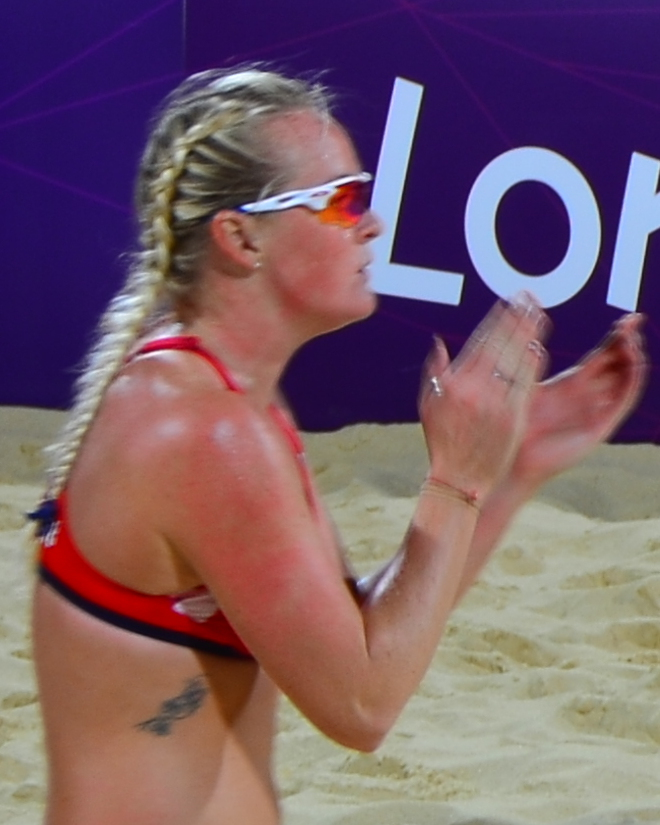
Shauna Mullin (2018)

Shauna Mullin (* 11. September 1984 in Johannesburg) ist eine britische Beachvolleyball- und ehemalige schottische Volleyballspielerin.

## Karriere
Als Tochter eines Hoteliers lebte Mullin schon in ihrer Kindheit in verschiedenen Ländern. Zehn Jahre nach ihrer Geburt in Südafrika zog sie mit ihrer Familie nach Penang in Malaysia, wo sie zum ersten Mal Volleyball spielte. 1999 kam sie nach Edinburgh. In Schottland spielte sie weiterhin Volleyball und gehörte von 2003 bis 2006 zur schottischen Nationalmannschaft. 2003 nahm sie mit dem Team an den World University Games teil.
2006 zog Mullin nach Bath und wechselte von der Halle in den Sand. 2007 absolvierte sie ihre ersten internationalen Beach-Turniere mit Zara Dampney. 2008 bildete sie vorübergehend ein Duo mit Denise Johns, das am Ende des Jahres bei drei Open-Turnieren den 17. Platz erreichte. 2009 spielte Mullin wieder mit Dampney und absolvierte ihre ersten Grand Slams. Bei den Kristiansand Open kamen Mullin/Dampney als Neunte erstmals in die Top Ten eines FIVB-Turniers. 2010 war der 17. Rang in Shanghai das beste Ergebnis für das britische Duo.
Im folgenden Jahr schafften Mullin/Dampney bei der Weltmeisterschaft in Rom als Dritte ihrer Vorrunden-Gruppe den Einzug in die Hauptrunde. Dort unterlagen sie im ersten Spiel den späteren Finalistinnen Walsh/May-Treanor aus den USA. 2012 erhielten sie den Startplatz des Gastgebers für das olympische Turnier in London. Vor heimischem Publikum besiegten sie im ersten Gruppenspiel das kanadische Duo Lessard/Martin, blieben aber in den beiden anderen Partien und in der Lucky-Loser-Runde ohne Satzgewinn. Nach dem Turnier beendete Mullin ihre Karriere.